# Cerro Prieto (Sáric)
Cerro Prieto es una localidad tipo congregación del municipio de Sáric ubicada en el norte del estado mexicano de Sonora. La congregación es la tercera localidad más habitada del municipio, ya que según los datos del Censo de Población y Vivienda realizado en 2010 por el Instituto Nacional de Estadística y Geografía (INEGI), Cerro Prieto tiene un total de 353 habitantes.

## Geografía
Cerro Prieto se sitúa en las coordenadas geográficas 31°1′7″ de latitud norte y 111°23′4″ de longitud oeste del meridiano de Greenwich, a una elevación de 721 metros sobre el nivel del mar.